# 11 Outlined Epitaphs

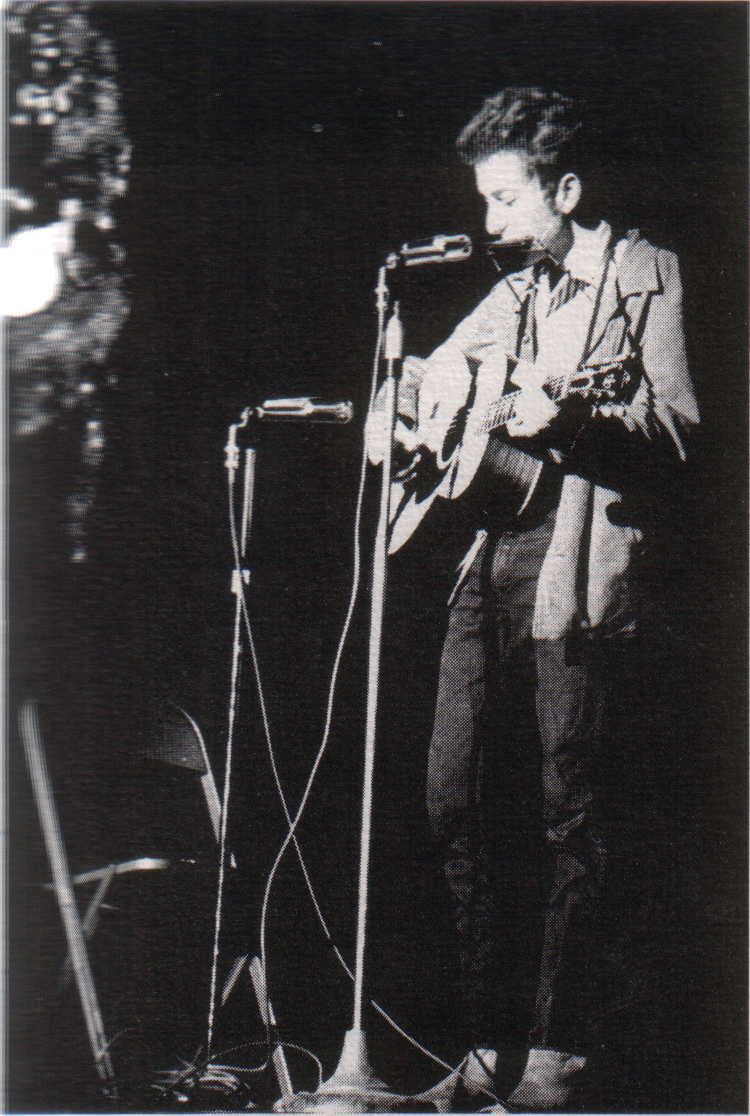
Bob Dylan in concerto alla St. Lawrence University di New York nel novembre 1963

11 Outlined Epitaphs  (Undici epitaffi abbozzati) è il titolo di un poema scritto nei primi anni sessanta da Bob Dylan.
È stato pubblicato nei volumi Writings and Drawings e Lyrics 1962-1985. Una versione ridotta del testo è stata pubblicata dalla Columbia Records - sotto il titolo 4 Outlined Epitaphs - quali note di copertina per l'album The Times They Are A-Changin', distribuito nel febbraio 1964.
Fra i testi non destinati ad essere musicati è, questo, uno dei maggiormente elaborati all'interno della produzione dell'autore che in quest'opera letteraria dà prova di una poeticità già bene definita nonostante la giovane età, sebbene sospesa - e con esiti a volte contrastanti - fra la visionarietà dei maudit francesi e il vigore radicalista dell'emergente - a quel tempo - controcultura dettata dalla Beat Generation.

## Contenuto
Ladro di pensieri (ma non ladro di anime, prego )- come si definisce in incipit di ottava sezione del testo - un Dylan poco più che ventenne compie attraverso questo poema - mosaico di epitaffi (come vengono definiti nel titolo) di diversa lunghezza - una sorta di viaggio esistenziale e una visionaria e spesso onirica puntata nello scibile umano, con tanto di citazioni colte, estemporanei aforismi e osservazioni sulla realtà del tempo che lo circonda (anche sotto il profilo politico). Il cantante, qui prettamente poeta, s'interroga sul senso delle cose, alla ricerca essenzialmente della propria identità.
La dichiarazione di intenti giunge all'incirca a tre quarti del poema:
Nelle undici stanze che compongono la riflessione, fra situazioni e personaggi citabili per fornire una chiave di lettura del suo intento poetico (Lenny Bruce dice che non esistono parole / sporche ... solo cervelli sporchi e io dico che non ci / sono parole deprimenti ma cervelli depressi)  l'autore non scorda quelli che sono stati due punti cardine della sua vita, almeno fino ai vent'anni: il centro minerario di Hibbing, nel Minnesota, in cui si trasferì giovanissimo con la famiglia dalla natìa Duluth, e Woody Guthrie, folk-singer ispiratore di numerosi suoi talking blues, soprattutto attraverso la sua autobiografia Bound for Glory (da cui è stato tratto il film premio Oscar Questa terra è la mia terra).
| 11 Outlined Epitaphs | | | |  |  |
|                      | Argomento | Incipit | Personaggi e luoghi citati |  |  |
| 1.                   | L'apertura del poema contiene alcune considerazioni in chiave poetica riguardo al lavoro a cui l'autore si accinge: dove andare? Cos'è che non va di preciso?. | "E allora finisco / di sera presto / menando pugni alla cieca contro la persiana [...]" | = |  |  |
| 2.                   | La seconda parte del poema è dedicata a Hibbing, in cui Dylan è cresciuto, poco distante dal Lago Superiore, una città moribonda (ripetuto due volte nel testo) ma nella quale l'autore sogna di poter camminare nuovamente per incontrare gli amici di un tempo. La città dell'incipit è la natìa Duluth.                                 | "La città in cui sono nato non mi ricorda niente / tranne il fischio delle sirene da nebbia [...]                                                                                             | Duluth, Hibbing (Minnesota) |  |  |
| 3.                   | Woody Guthrie e New York fanno da sfondo a questo lungo verso nel quale emerge l'ammirazione che Dylan nutre per gli hobo, i vagabondi che negli anni della Grande depressione attraversavano gli Stati Uniti salendo in corsa sui treni merci.                                                                                            | "Anni fa anch'io / avrei desiderato vivere / nei famelici anni '30 / e filarmela come Woody [...]"                                                                                            | Woody Guthrie, la metropolitana di New York City, Los Angeles, San Juan, Toronto |  |  |
| 4.                   | Anticipando i mutamenti dell'ormai prossimo Sessantotto, il brano mette sotto accusa le ipocrisie di una società adagiata su pigre convenzioni e di un'educazione scolastica che ha valore solo di facciata. | "Jim Jim / dov'è il nostro partito? / dov'è il partito quello / in cui tutti gli iscritti sono uguali [...]"                                                                                  | Casa Bianca, Congresso degli Stati Uniti, Boston Tea Party, Massachusetts |  |  |
| 5.                   | È uno dei componenti interni più brevi. Strutturato in forma di ballata, esprime riflessioni sul rapporto fra musica e poesia e il senso dell'infinito e dell'infelicità (o della felicità, che fa star bene in mancanza di parole migliori).                                                                                              | "La moglie di Al sosteneva che non posso essere felice / mentre la notte del New Jersey correva all'indietro [...]"                                                                           | Lenny Bruce, New Jersey |  |  |
| 6.                   | Breve poesia sulla figura artistica che ha maggiormente influenzato in gioventù Bob Dylan insegnandogli che gli uomini sono uomini facendo a pezzi anche se stesso come idolo. | "Woody Guthrie fu il mio ultimo idolo / fu il mio ultimo idolo [...]" | Woody Guthrie |  |  |
| 7.                   | Componimento onirico che mescola politica e costume, con riferimenti alla contemporaneità espressi in chiave simbolista. Contiene un riferimento alla John Birch Society. | "Un russo ha tre occhi e mezzo rossi / cinque antenne fiammeggianti / trascina ceppi e catene color barbabietola e vuol far scivolare dei germi / dentro la mia macchina della Coca-Cola ..." | John Birch Society - Bobby Lee - Adolf Hitler - Germania - Robert E. Lee - Harlem - Canada |  |  |
| 8.                   | L'ottavo componimento è una poesia sull'uso delle parole e dei pensieri, e di come questi vengono espressi, poiché ogni canzone risale al mare ed una volta non c'era una lingua capace di imitarlo col suo canto. | "Sì sono un ladro di pensieri / ma non un ladro d'anime, prego [...]" | = |  |  |
| 9.                   | Il testo costituisce un'invettiva essenzialmente contro la stampa che inizia a contribuire a fare di lui un oggetto di culto. Dylan avverte la crescente notorietà che lo avvolge e se ne sente intrappolato. | "Oh, ma dov'erano queste riviste / quando vagabondavo avanti e indietro / avanti e indietro per strada? [...]"                                                                                | = |  |  |
| 10.                  | Scorci di vita newyorkese sotto forma di un ritmico blues sulla poesia. | "La notte passa in fretta per me adesso / e dopo aver completato la sua danza / si spoglia / senza lasciar niente tranne la sua alba nuda [...]"                                              | Eric e Geno, Sue, Dave e Terri |  |  |
| 11.                  | Il poema si chiude con una serie di riflessioni intorno ai mutamenti e ai riflessi che musica e letteratura e, in senso più generale, l'arte e lo spettacolo hanno sul nuovo modo di comunicare delle giovani generazioni. Con una citazione finale riferita (probabilmente) ad un film del 1960 di François Truffaut Tirate sul pianista. | "Così alla fine almeno / il cielo per me / è di un grigio piacevole /significa pioggia o significa neve / significa sempre mutamento [...]"                                                   | François Villon - Bertolt Brecht - A. L. Lloyd - Paul Clayton - Édith Piaf - Marlene Dietrich - Eddie Freeman - Allen Ginsberg - Ray Bremser - Amedeo Modigliani - Harry Jackson - Charles Aznavour - Evgenij Aleksandrovič Evtušenko - Miles Davis - William Blake - Johnny Cash - Pete Seeger |  |  |
|                      | | | |  |  |